# 1,2-Dibrom-3-chlorpropan
1,2-Dibrom-3-chlorpropan ist ein Wirkstoff, der zur Stoffgruppe der Halogenkohlenwasserstoffen gehört und in Nematiziden zum Beispiel unter den Handelsnamen Nemagon oder Fumazone eingesetzt wurde.
1,2-Dibrom-3-chlorpropan steht im Verdacht, für die Vergiftung von bis zu 20.000 Arbeitern auf Bananenplantagen in Lateinamerika verantwortlich zu sein. Männliche Farmarbeiter wurden durch DBCP unfruchtbar und gewannen den Prozess. Ihnen wurde ein Schadensersatz in Höhe von 3,2 Millionen US-Dollar zugesprochen.

## Stereoisomerie
Es handelt sich um ein optisch inaktives Racemat (1:1-Gemisch) der (R)- und (S)-Form, die wie folgt benannt werden können:
- (R)-1,2-Dibrom-3-chlorpropan
- (S)-1,2-Dibrom-3-chlorpropan

| 1,2-Dibrom-3-chlorpropan (2 Stereoisomere) | 1,2-Dibrom-3-chlorpropan (2 Stereoisomere) |
| ------------------------------------------ | ------------------------------------------ |
| (R)-Konfiguration                          | (S)-Konfiguration                          |

## Verwendung

### Verwendung allgemein
Seit Mitte der 1950er-Jahre bis 1977 wurde 1,2-Dibrom-3-chlorpropan in den Vereinigten Staaten in Pflanzenschutzmitteln für mehr als vierzig verschiedene Pflanzen angewandt. DBCP-haltige Präparate wurden von einer Reihe von Firmen auf den Markt gebracht, unter anderem von Dow Chemical unter dem Namen Fumazone, von Occidental Petroleum unter dem Namen Oxy bbc 12-e und von Shell unter dem Namen Nemagon. Von 1977 bis 1979 ließ die Environmental Protection Agency die Zulassung fast aller DBCP-haltiger Präparate ruhen, nur für den Ananasanbau auf Hawaii durfte es weiter verwendet werden. 1985 wurde die Zulassung für alle DBCP-haltigen Produkte endgültig widerrufen und der weitere Gebrauch von DBCP-Vorräten untersagt. In der Europäischen Union und in der Schweiz ist 1,2-Dibrom-3-chlorpropan ebenfalls nicht als Pflanzenschutzwirkstoff zugelassen.

### Verwendung in Lateinamerika
Nachdem die Schadensersatzklage der Arbeiter der Dow Chemical, die in der Produktion dem Pestizid ausgesetzt waren und dadurch steril wurden, zugunsten der Arbeiter entschieden wurde, empfahl die Firma der Dole Food Company DBCP auf ihren Bananenplantagen in Lateinamerika nicht mehr einzusetzen. Auch hier wurden durch das Pestizid, das von Flugzeugen über den Bananenplantagen versprüht wird, Menschen sterilisiert. Obwohl sie die Unternehmen erfolgreich auf Schadensersatz verklagten, erhielten sie ihr Geld nicht. Eine Folgeklage in Los Angeles sprach am 5. November 2007 den Arbeitern 3,2 Millionen US$ zu; die Unternehmen Dow und Dole wollen das Urteil anfechten.
Am 9. Oktober 2019 wurde für Teile des Dow Olefinverbundes ein Pfändungs- und Überweisungsbeschluss ausgestellt. Dies weil ein Gericht in Frankreich die Klage von 1245 Bananenbauern angenommen hat. Der Rechtsstreit dauerte auch 2022 noch an.

## Sicherheitshinweise
1,2-Dibrom-3-chlorpropan ist als giftig eingestuft. 1,2-Dibrom-3-chlorpropan kann das Erbgut schädigen, möglicherweise Krebs erzeugen und die Fortpflanzungsfähigkeit beeinträchtigen. Jede Exposition ist zu vermeiden.

### Akute Toxizität
Die akute Toxizität ist moderat; bei Inhalation wurden in Tierversuchen mit Ratten eine LC50 von 996 mg/m³ bestimmt; in Kaninchen wurde für denselben Applikationsweg ein NOAEL von 0,94 mg/m³ bestimmt.
Bei peroraler Gabe werden für verschiedene Tierarten NOAELs von 50–370 mg/kg Körpergewicht angegeben; dagegen liegt der NOAEL bei Aufnahme durch die Haut beim Kaninchen bei 1420 mg/kg Körpergewicht.

### Reproduktionstoxikologie
Wesentlich kritischer ist die hohe Reproduktionstoxizität. Langzeitexposition mit DBCP führt zu Fertilitätsstörungen bei Männern. Dies wurde zuerst 1977 an Chemiearbeitern der Firma Occidental Petroleum in den USA festgestellt, von denen etliche durch den Umgang mit DBCP unfruchtbar wurden. Tierexperimente bestätigen eine Schädigung der Hoden durch DBCP. In der Ratte wird für die Reproduktionstoxizität ein NOAEL von 1 mg/kg Körpergewicht angegeben. Auf welchem Wege die Spermatogenese gestört wird, ist unklar; eine Interaktion von DBCP mit dem Hormonsystem ähnlich den endokrinen Disruptoren wird diskutiert.

### Karzinogenität
Es ist unklar, ob DBCP im Menschen Krebs auslösen kann. Nach Aussage der Internationalen Agentur für Krebsforschung sind die Daten, die aus mehreren epidemiologischen Studien dazu erhoben wurden, unzulänglich. Es gibt aber hinreichende Evidenz aus Tierversuchen, die zeigen, dass DBCP in mehreren Tierarten Krebs auslösen kann. Daraus wird abgeleitet, dass DBCP als möglicherweise krebserregende Substanz beim Menschen angesehen werden sollte.
Andere Behörden (EPA) stufen DBCP als wahrscheinliches Karzinogen für Menschen ein.
In der neueren Fachliteratur wird ausgeführt, dass zwar die Daten im Menschen nach wie vor unklar seien, dass aber die Daten aus Tierexperimenten hinreichend sind für einen begründeten Verdacht, auch im Menschen Krebs auszulösen.